# كارلوس موران
كارلوس موران (بالإسبانية: Carlos Morán)‏ (19 يوليو 1984 بلا سيبا في هندوراس - ) هو مدرب كرة قدم ولاعب كرة قدم هندوراسي في مركز الوسط. شارك مع منتخب هندوراس لكرة القدم. أما مع النوادي، فقد لعب مع نادي موتاجوا ‏ ونادي فيكتوريا.

## وصلات خارجية
- كارلوس موران على موقع قاعدة بيانات كرة القدم.إي يو (الإنجليزية)
- كارلوس موران على موقع ناشيونال فوتبول تيمز (الإنجليزية)